# لوفال (واشینگتن)
لوفال (به انگلیسی: Lofall) یک منطقهٔ مسکونی در ایالات متحده آمریکا است که در واشینگتن واقع شده‌است. لوفال ۲٬۲۸۹ نفر جمعیت دارد و ۳۵ متر بالاتر از سطح دریا واقع شده‌است.